# Focale
« Focal », « Longueur focale » et « Distance focale » redirigent ici. Pour les autres significations, voir Focale (homonymie).

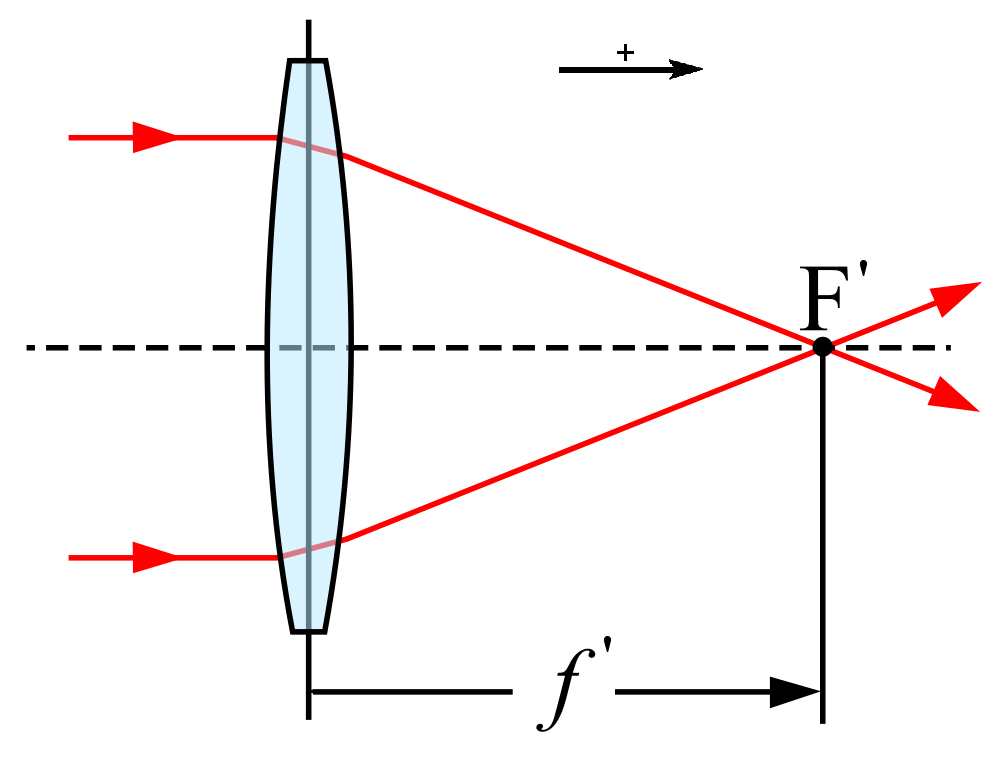
Le foyer image et la distance focale (positive) d'une lentille convergente.

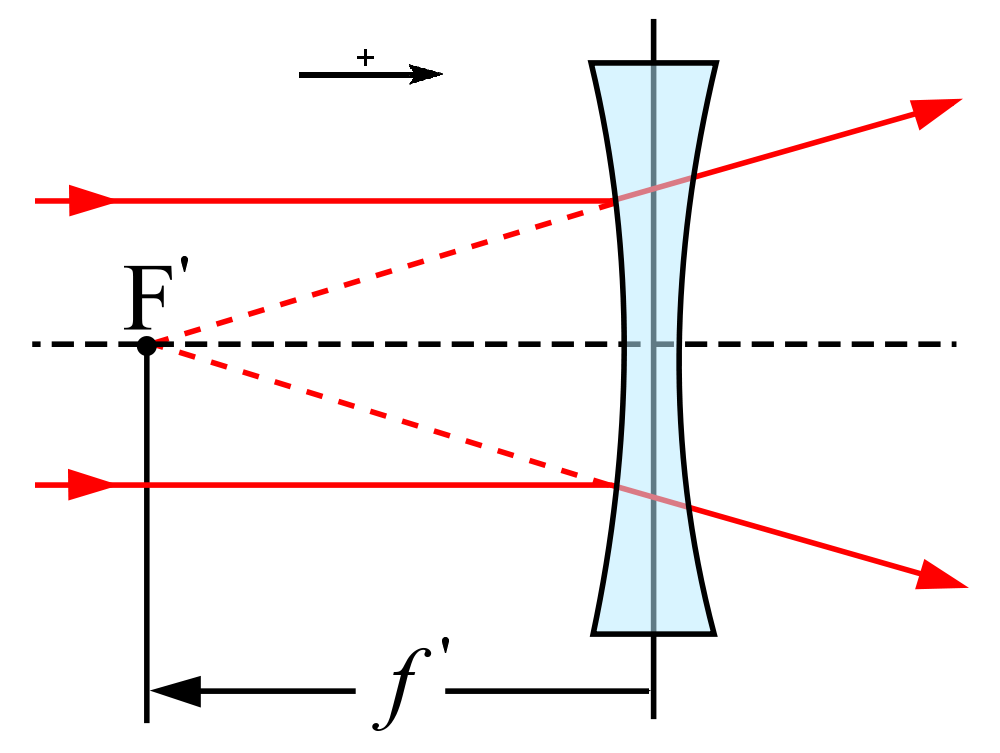
Le foyer image et la distance focale (négative) d'une lentille divergente.

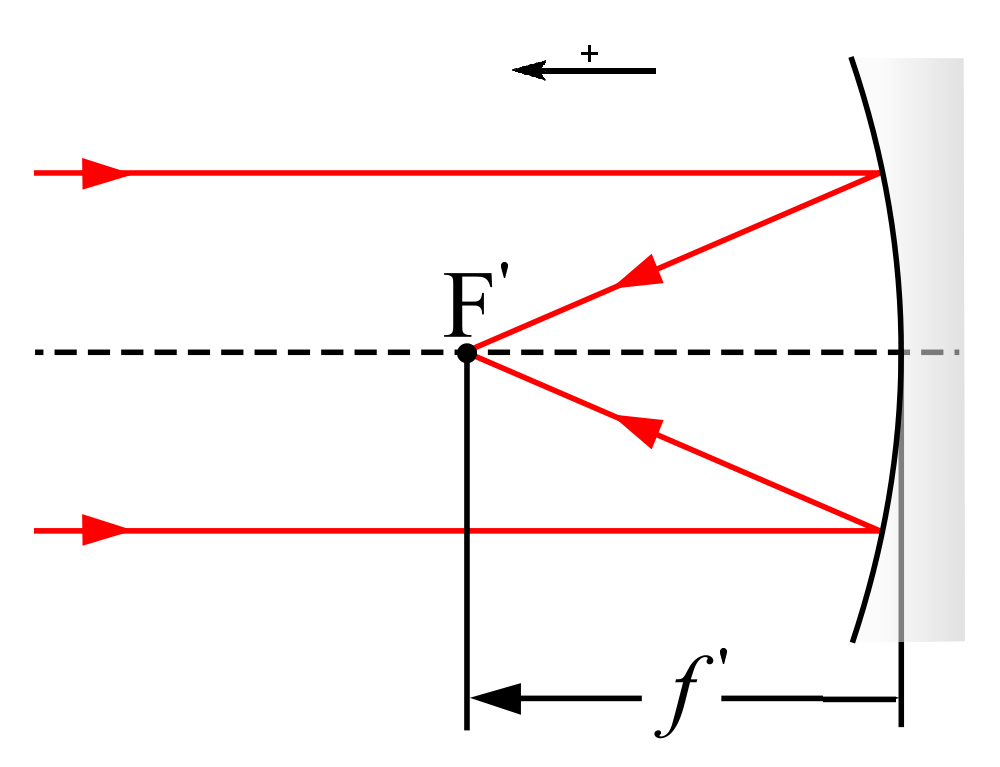
Le foyer image et la distance focale (négative) d'un miroir concave.

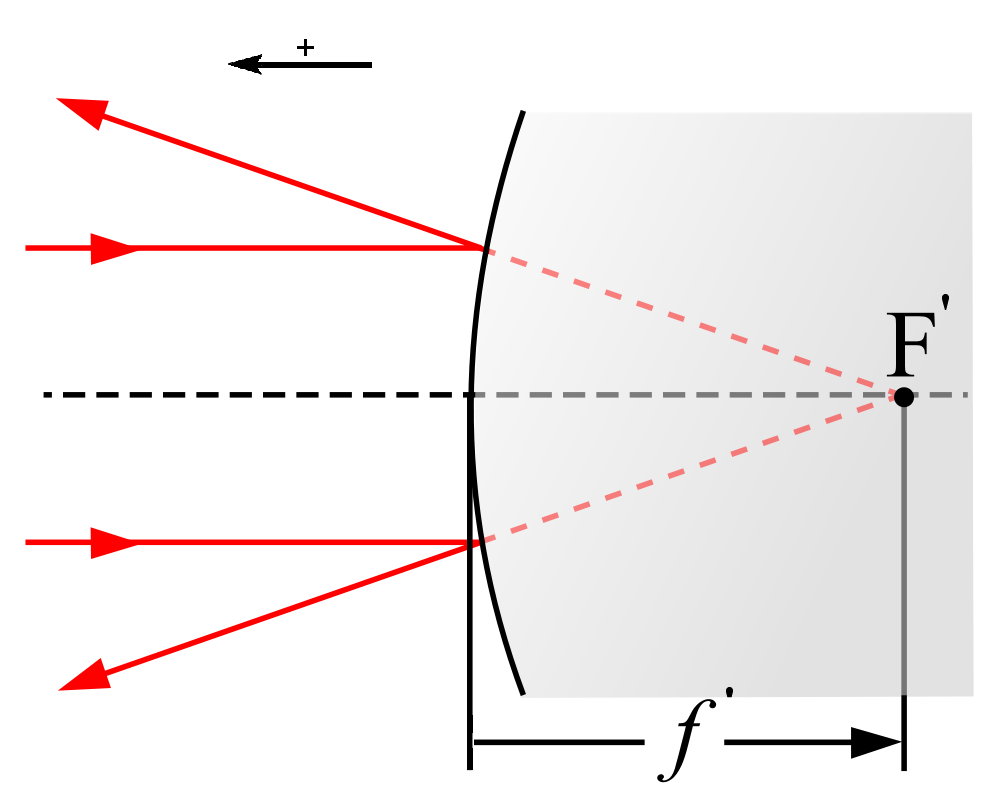
Le foyer image et la distance focale (positive) d'un miroir convexe.

La distance focale est une des caractéristiques principales d'un système optique. Elle est égale à la distance entre un des plans principaux et le foyer correspondant :
- la distance focale objet, notée {\displaystyle f={\overline {HF}}}, est la distance algébrique séparant le point principal objet {\displaystyle H} du foyer objet {\displaystyle F}[1] ;
- la distance focale image, notée {\displaystyle f\,'={\overline {H'F'}}}, est la distance algébrique séparant le point principal image {\displaystyle H'} du foyer image {\displaystyle F'}[1].

Par contraction, le terme focale désigne couramment la distance focale image.  
Il s'agit d'une distance algébrique dont le signe est déterminé par la convention classique en optique : toutes les distances sont positives lorsqu'elles sont orientées dans le sens de la propagation de la lumière. Ainsi, les systèmes optiques divergents ont une focale négative, tandis que les systèmes optiques convergents ont une focale positive. La focale est liée à la vergence, cette dernière tenant compte de l'indice de réfraction du milieu. 
En photographie, la focale désigne la distance focale image de l'objectif photographique utilisé. Elle est, avec l'ouverture, l'une de ses principales caractéristiques.

## Cas particuliers

### Lentille mince sphérique
Dans le cas d'une lentille mince, on considère souvent que les deux plans principaux sont confondus avec le centre optique {\displaystyle O} de la lentille : {\displaystyle f\,'={\overline {OF'}}}. La formule permettant de déterminer la focale d'une lentille mince sphérique, d'après ses caractéristiques géométriques, est appelée « formule des opticiens ». En notant {\displaystyle R_{1}={\overline {S_{1}C_{1}}}} et {\displaystyle R_{2}={\overline {S_{2}C_{2}}}} les rayons de courbure de chacun des dioptres sphériques qui la constitue — {\displaystyle S}est le sommet et {\displaystyle C} le centre de la sphère — dans le sens de parcours de la lumière, et {\displaystyle n} l'indice de réfraction du matériau dans lequel la lentille est usinée, on a :
{\displaystyle {\frac {1}{f\,'}}=(n-1)\left({\frac {1}{R_{1}}}-{\frac {1}{R_{2}}}\right)}.
Lorsqu'une face est plane on considère son rayon de courbure comme infini, ramenant l'un des {\displaystyle 1/R_{i}} à 0.

### Miroir sphérique
Pour un miroir sphérique, les foyers image et objet sont confondus, et ainsi les distances focales objet et image sont identiques : {\displaystyle f={\frac {\overline {SC}}{2}}} où {\displaystyle S} est le sommet du miroir sphérique et {\displaystyle C} son centre.

## Convergence et divergence
La focale d'un système permet de déterminer la convergence ou la divergence de celui-ci. La vergence se mesure en dioptries, notées δ, et équivalentes à l'inverse du mètre (m−1). La convergence est calculée comme suit :
{\displaystyle V={\frac {(-1)^{m}n'}{f\,'}}}.
{\displaystyle n'} est l'indice de réfraction du milieu de sortie, et {\displaystyle f\,'} la focale image du système. {\displaystyle m} correspond au nombre d'éléments catoptriques, miroirs et surfaces réfléchissantes, du système. {\displaystyle V} est donc négative pour un système divergent, positive pour un système convergent, lorsque l'axe optique est orienté dans le sens de la propagation de la lumière.

## Métrologie
L'ensemble des méthodes de détermination de la focale des systèmes optiques appartient à un domaine de la métrologie optique appelé focométrie.
- L'autocollimation est une méthode expérimentale de détermination des focales des systèmes convergents. Une source est placée devant le système, et un miroir à l'arrière du système. La méthode consiste à ajuster la distance de la source, jusqu'à ce que son image par l'ensemble système-miroir soit superposée à la source[6].

- La méthode de Silbermann  : quand la lentille est placée de telle façon que l'image sur un écran (image réelle) a la même taille que l'objet alors la distance entre l'image et l'objet vaut quatre fois la distance focale[7].

- La méthode de Badal permet de mesurer la focale des lentilles divergentes.
- La méthode de Bessel est, elle, adaptée aux lentilles convergentes[8].

## Exemples de valeurs
Les valeurs des distances focales varient de quelques millimètres à quelques mètres :
- objectif d'un microscope optique : quelques millimètres
- cristallin de l'oeil humain : proche de 1,5 centimètre
- certaines lentilles de lunettes astronomiques : quelques mètres.

## Photographie
| Type d'objectif | Focale en millimètre |
| --------------- | -------------------- |
| Téléobjectif    | 100, 135, 200 et +   |
| Focale normale  | 40 — 55              |
| Grand angle     | 35, 28 et −          |

En photographie, la focale est l'une des caractéristiques principales des objectifs.
Il existe des objectifs à focale fixe et des objectifs zoom dont la focale est variable selon le réglage de l'objectif. 
- La focale normale permet de reproduire la même impression de perspective et de profondeur que l’œil placé au même endroit que l'appareil photographique. Elle est approximativement égale à la diagonale de la surface sensible. Pour une surface 24 × 36[b] (43 mm de diagonale) la focale normale la plus courante est le 50 mm. On parle alors d'objectif standard.
- Une courte focale, ou grand angle, offre un angle de champ important. Ainsi, elle permet un point de vue rapproché ce qui entraîne une perspective exagérée.
- Une longue focale, n'autorise qu'un faible angle de champ, l'image du sujet est plus grande. Aussi permet-il un point de vue éloigné, d'où le nom de téléobjectif qu'on lui affecte souvent, ce qui entraîne une perspective écrasée.

Diverses focales en format 24 × 36 depuis un même point de vue : influence sur la taille de l'image du sujet
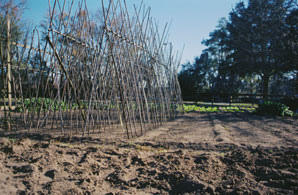
28 mm : courte focale, image de petite taille.
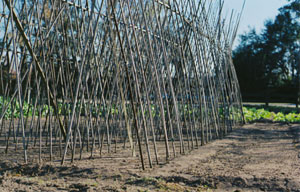
50 mm : focale normale.
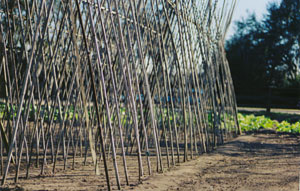
70 mm
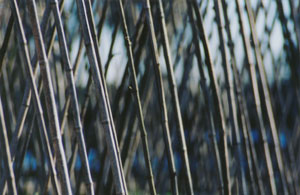
210 mm : longue focale, image de grande taille.

Changement de focale et de point de vue : influence sur la perspective
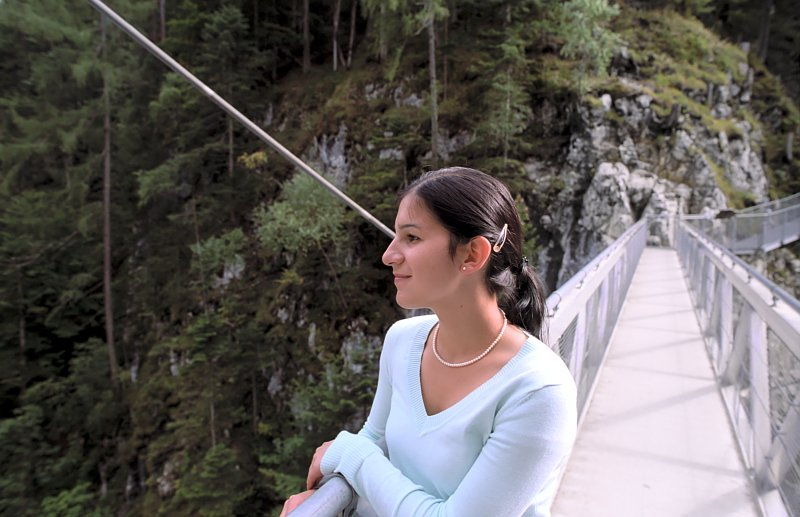
24 mm : point de vue rapproché, perspective exagérée.
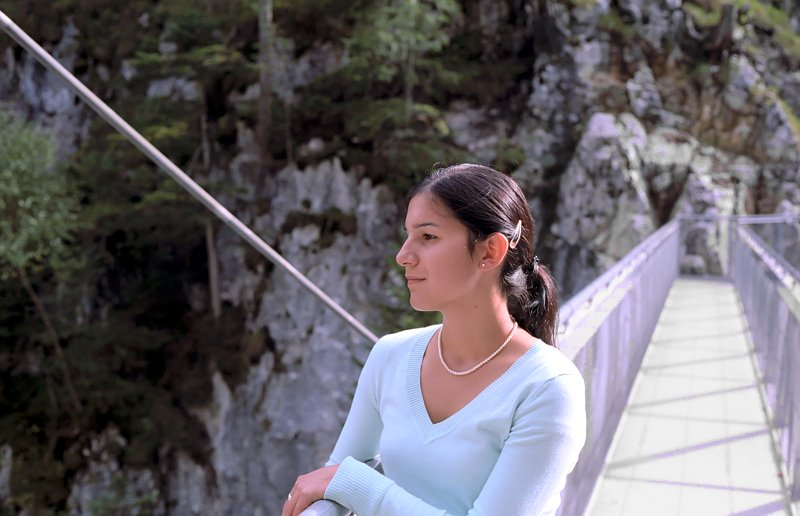
50 mm : perspective « normale ».
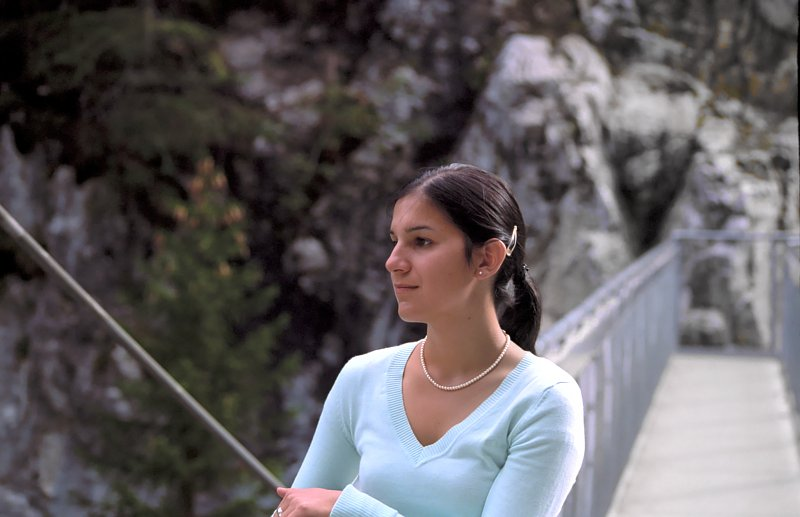
100 mm
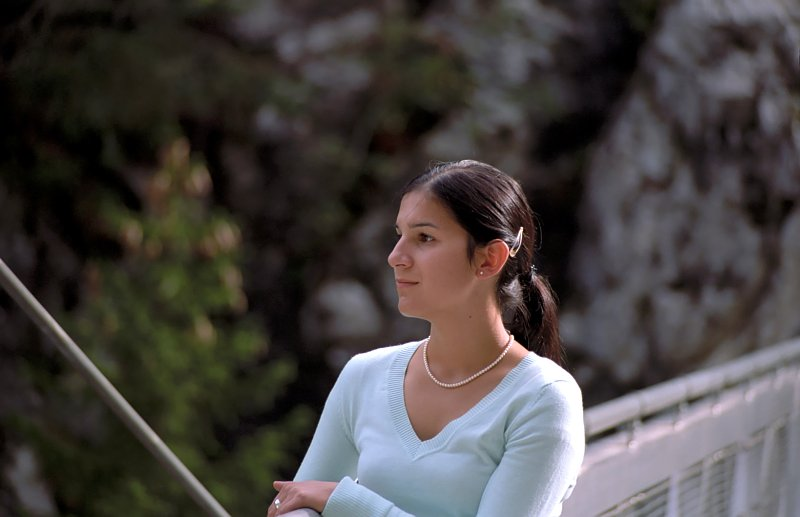
200 mm : point de vue éloigné, perspective écrasée.